# Fase final da Copa Sul-Americana de 2019
A fase final da Copa Sul-Americana de 2019 foi disputada entre 9 de julho a 9 de novembro dividida em quatro fases: oitavas de final, quartas de final, semifinal e final.
As equipes disputaram jogos eliminatórios de ida e volta até a semifinal, classificando-se a que somasse o maior número de pontos. Em caso de igualdade em pontos, a regra do gol marcado como visitante seria utilizada para o desempate. Persistindo o empate, a vaga seria definida em disputa por pênaltis.
A final foi realizada pela primeira vez em jogo único, no Estádio General Pablo Rojas, em Assunção. Em caso de igualdade após os 90 minutos, seria disputada uma prorrogação. Se ainda assim não houvesse definição do campeão, haveria disputa por pênaltis.

## Oitavas de final
| Chave | Equipe 1      | Total       | Equipe 2                | Ida | Volta |
| ----- | ------------- | ----------- | ----------------------- | --- | ----- |
| A     | Royal Pari    | 2–4         | La Equidad              | 1–2 | 1–2   |
| B     | Caracas       | 0–2         | Independiente del Valle | 0–0 | 0–2   |
| C     | Peñarol       | 2–5         | Fluminense              | 1–2 | 1–3   |
| D     | Zulia         | 3–3 (gf)    | Sporting Cristal        | 1–0 | 2–3   |
| E     | Colón         | 1–1 (4–3 p) | Argentinos Juniors      | 0–1 | 1–0   |
| F     | Corinthians   | 4–1         | Montevideo Wanderers    | 2–0 | 2–1   |
| G     | Independiente | 3–3 (gf)    | Universidad Católica    | 1–0 | 2–3   |
| H     | Botafogo      | 0–3         | Atlético Mineiro        | 0–1 | 0–2   |

### Chave A
| 9 de julho    | Royal Pari | 1 – 2     | La Equidad        | Estádio Ramón Tahuichi Aguilera, Santa Cruz |
| 20:30 (UTC−4) | Vargas 6'  | Relatório | González 79', 89' | Árbitro: PAR Arnaldo Samaniego              |

| 16 de julho   | La Equidad                 | 2 – 1     | Royal Pari   | Estádio El Campín, Bogotá   |
| 19:30 (UTC−5) | Riquett 76' · González 85' | Relatório | Mosquera 15' | Árbitro: VEN Alexis Herrera |

La Equidad venceu por 4–2 no placar agregado.

### Chave B
| 10 de julho   | Caracas | 0 – 0     | Independiente del Valle | Estádio Olímpico da UCV, Caracas |
| 16:00 (UTC−4) |         | Relatório |                         | Árbitro: BOL Ivo Méndez          |

| 17 de julho   | Independiente del Valle | 2 – 0 | Caracas | Estádio Olímpico Atahualpa, Quito |
| 19:30 (UTC−5) | Franco 61' · Dájome 75' |       |         | Árbitro: URU Leodán González      |

Independiente del Valle venceu por 2–0 no placar agregado.

### Chave C
| 23 de julho   | Peñarol          | 1 – 2     | Fluminense        | Estádio Campeón del Siglo, Montevidéu |
| 21:30 (UTC−3) | G. Rodríguez 89' | Relatório | González 15', 70' | Árbitro: PAR Arnaldo Samaniego        |

| 30 de julho   | Fluminense                          | 3 – 1     | Peñarol    | Estádio do Maracanã, Rio de Janeiro           |
| 21:30 (UTC−3) | Marcos Paulo 1', 47' · González 25' | Relatório | Viatri 69' | Público: 35 071 Árbitro: ARG Patricio Loustau |

Fluminense venceu por 5–2 no placar agregado.

### Chave D
| 23 de julho   | Zulia         | 1 – 0     | Sporting Cristal | Estádio El Pachencho, Maracaibo |
| 16:00 (UTC−4) | Feltscher 59' | Relatório |                  | Árbitro: PAR Éber Aquino        |

| 30 de julho   | Sporting Cristal                   | 3 – 2     | Zulia                    | Estádio Alejandro Villanueva, Lima |
| 17:15 (UTC−5) | Sandoval 69', 90+5' · Gonzáles 74' | Relatório | Maldonado 12' · Moya 85' | Árbitro: BRA Anderson Daronco      |

3–3 no placar agregado, Zulia avançou pela regra do gol fora de casa.

### Chave E
| 11 de julho   | Colón | 0 – 1     | Argentinos Juniors | Estádio Cementerio de Elefantes, Santa Fe |
| 21:30 (UTC−3) |       | Relatório | Romero 38'         | Árbitro: URU Esteban Ostojich             |

| 18 de julho   | Argentinos Juniors | 0 – 1     | Colón        | Estádio Diego Armando Maradona, Buenos Aires |
| 21:30 (UTC−3) |                    | Relatório | Bernardi 69' | Árbitro: BRA Anderson Daronco                |

|                                                           |       | Penalidades                                                  |  |
| Silva Batallini Montero Hauche Torrén Mac Allister Ybañez | 3 – 4 | Ortiz Fritzler Chancalay Aliendro Rodríguez Bernardi Olivera |  |

1–1 no placar agregado, Colón venceu por 4–3 na disputa de pênaltis.

### Chave F
| 25 de julho   | Corinthians                | 2 – 0     | Montevideo Wanderers | Arena Corinthians, São Paulo |
| 21:30 (UTC−3) | Clayson 19' · Pedrinho 85' | Relatório |                      | Árbitro: VEN José Argote     |

| 1 de agosto   | Montevideo Wanderers | 1 – 2     | Corinthians          | Estádio Gran Parque Central, Montevidéu |
| 21:30 (UTC−3) | Bravo 49'            | Relatório | Vágner Love 46', 60' | Árbitro: PAR Éber Aquino                |

Corinthians venceu por 4–1 no placar agregado.

### Chave G
| 25 de julho   | Independiente | 1 – 0     | Universidad Católica | Estádio Libertadores de América, Avellaneda |
| 21:30 (UTC−3) | Hernández 55' | Relatório |                      | Árbitro: VEN Jesús Valenzuela               |

| 1 de agosto   | Universidad Católica                            | 3 – 2     | Independiente               | Estádio Olímpico Atahualpa, Quito |
| 19:30 (UTC−5) | Vides 19' (pen) · W. Chalá 78' · Amarilla 90+1' | Relatório | Benítez 51' · Hernández 71' | Árbitro: CHI Piero Maza           |

3–3 no placar agregado, Independiente avançou pela regra do gol fora de casa.

### Chave H
| 24 de julho   | Botafogo | 0 – 1     | Atlético Mineiro | Estádio Nilton Santos, Rio de Janeiro |
| 21:30 (UTC−3) |          | Relatório | Vinícius 35'     | Árbitro: BRA Raphael Claus            |

| 31 de julho   | Atlético Mineiro                      | 2 – 0     | Botafogo | Estádio Independência, Belo Horizonte |
| 21:30 (UTC−3) | Fábio Santos 75' (pen) · Vinícius 85' | Relatório |          | Árbitro: BRA Wilton Sampaio           |

Atlético Mineiro venceu por 3–0 no placar agregado.

## Quartas de final
| Chave | Equipe 1         | Total    | Equipe 2                | Ida | Volta |
| ----- | ---------------- | -------- | ----------------------- | --- | ----- |
| S1    | Atlético Mineiro | 5–2      | La Equidad              | 2–1 | 3–1   |
| S2    | Independiente    | 2–2 (gf) | Independiente del Valle | 2–1 | 0–1   |
| S3    | Corinthians      | 1–1 (gf) | Fluminense              | 0–0 | 1–1   |
| S4    | Zulia            | 1–4      | Colón                   | 1–0 | 0–4   |

### Chave S1
| 20 de agosto  | Atlético Mineiro     | 2 – 1     | La Equidad       | Estádio Independência, Belo Horizonte |
| 21:30 (UTC−3) | Jair 27' · Elias 79' | Relatório | Camacho 7' (pen) | Árbitro: PAR Mario Díaz de Vivar      |

| 27 de agosto  | La Equidad | 1 – 3     | Atlético Mineiro                  | Estádio El Campín, Bogotá     |
| 19:30 (UTC−5) | Mier 47'   | Relatório | Réver 19' · Chará 50' · Elias 76' | Árbitro: URU Esteban Ostojich |

Atlético Mineiro venceu por 5–2 no placar agregado.

### Chave S2
| 6 de agosto   | Independiente         | 2 – 1     | Independiente del Valle | Estádio Libertadores de América, Avellaneda |
| 21:30 (UTC−3) | Romero 73' (pen), 90' | Relatório | Sánchez 59'             | Árbitro: PER Diego Haro                     |

| 13 de agosto  | Independiente del Valle | 1 – 0     | Independiente | Estádio Olímpico Atahualpa, Quito |
| 19:30 (UTC−5) | Nieto 77'               | Relatório |               | Árbitro: CHI Roberto Tobar        |

2–2 no placar agregado, Independiente del Valle avançou pela regra do gol fora de casa.

### Chave S3
| 22 de agosto  | Corinthians | 0 – 0     | Fluminense | Arena Corinthians, São Paulo |
| 21:30 (UTC−3) |             | Relatório |            | Árbitro: COL Andrés Rojas    |

| 29 de agosto  | Fluminense      | 1 – 1     | Corinthians  | Estádio do Maracanã, Rio de Janeiro |
| 21:30 (UTC−3) | Pablo Dyego 83' | Relatório | Pedrinho 54' | Árbitro: PER Diego Haro             |

1–1 no placar agregado, Corinthians avançou pela regra do gol fora de casa.

### Chave S4
| 8 de agosto   | Zulia        | 1 – 0     | Colón | Estádio El Pachencho, Maracaibo |
| 16:00 (UTC−4) | Casquete 87' | Relatório |       | Árbitro: URU Andrés Cunha       |

| 15 de agosto  | Colón                                                    | 4 – 0     | Zulia | Estádio Cementerio de Elefantes, Santa Fe |
| 21:30 (UTC−3) | Morelo 46' · Rodríguez 65' · Chancalay 81' · Lértora 88' | Relatório |       | Árbitro: PAR Éber Aquino                  |

Colón venceu por 4–1 no placar agregado.

## Semifinais
| Chave | Equipe 1    | Total       | Equipe 2                | Ida | Volta |
| ----- | ----------- | ----------- | ----------------------- | --- | ----- |
| F1    | Colón       | 3–3 (4–3 p) | Atlético Mineiro        | 2–1 | 1–2   |
| F2    | Corinthians | 2–4         | Independiente del Valle | 0–2 | 2–2   |

### Chave F1
| 19 de setembro | Colón                      | 2 – 1     | Atlético Mineiro | Estádio Cementerio de Elefantes, Santa Fe |
| 21:30 (UTC−3)  | Morelo 51' · Rodríguez 85' | Relatório | Chará 35'        | Árbitro: VEN Alexis Herrera               |

| 26 de setembro | Atlético Mineiro         | 2 – 1     | Colón               | Estádio Mineirão, Belo Horizonte |
| 21:30 (UTC−3)  | Di Santo 38' · Chará 50' | Relatório | Rodríguez 81' (pen) | Árbitro: COL Andrés Rojas        |

|                                              |       | Penalidades                              |  |
| Fábio Santos Vinícius Di Santo Réver Cazares | 3 – 4 | Morelo Ortiz Chancalay Olivera Rodríguez |  |

3–3 no placar agregado, Colón venceu por 4–3 na disputa de pênaltis.

### Chave F2
| 18 de setembro | Corinthians | 0 – 2     | Independiente del Valle | Arena Corinthians, São Paulo |
| 21:30 (UTC−3)  |             | Relatório | Torres 45+2', 68'       | Árbitro: URU Leodán González |

| 25 de setembro | Independiente del Valle  | 2 – 2     | Corinthians                     | Estádio Olímpico Atahualpa, Quito |
| 19:30 (UTC−5)  | Sánchez 67' · Cabeza 90' | Relatório | Boselli 28' · Clayson 86' (pen) | Árbitro: CHI Piero Maza           |

Independiente del Valle venceu por 4–2 no placar agregado.

## Final
O campeão participa da Copa Libertadores da América de 2020, além de disputar a Recopa Sul-Americana e a J.League YBC Levain Cup/CONMEBOL Sudamericana Final do ano seguinte.
| 9 de novembro | Independiente del Valle               | 3 – 1     | Colón       | Estádio General Pablo Rojas, Assunção |
| 17:30 (UTC−3) | León 24' · Sánchez 41' · Dájome 90+5' | Relatório | Olivera 88' | Árbitro: BRA Raphael Claus            |